# Palmdale
Palmdale is een stad in de Amerikaanse staat Californië en telt 155.650 inwoners. Het is hiermee de 156e stad in de Verenigde Staten (2012). De oppervlakte bedraagt 271,8 km², waarmee het de 62e stad is.

## Demografie
Van de bevolking is 5,6 % ouder dan 65 jaar en bestaat voor 13,9 % uit eenpersoonshuishoudens. De werkloosheid bedraagt 5 % (cijfers volkstelling 2000).
Ongeveer 37,7 % van de bevolking van Palmdale bestaat uit hispanics en latino's, 14,5 % is van Afrikaanse oorsprong en 3,8 % van Aziatische oorsprong.
Het aantal inwoners steeg van 68.840 in 1990 naar 155.650 in 2012.

## Klimaat
In januari is de gemiddelde temperatuur 7,3 °C, in juli is dat 27,1 °C. Jaarlijks valt er gemiddeld 175,8 mm neerslag (gegevens op basis van de meetperiode 1961-1990).

## Plaatsen in de nabije omgeving
De onderstaande figuur toont nabijgelegen plaatsen in een straal van 32 km rond Palmdale.

## Geboren
- Niecy Nash (23 februari 1970), (stem)actrice en filmproducente
- Paul George (2 mei 1990), Basketballer